# درخت جادویی دوردست‌ها (فیلم)
درخت جادویی دوردست‌ها  (به انگلیسی: The Magic Faraway Tree) فیلمی کودکانه و رو به انتشار، محصول بریتانیا به کارگردانی بن گرگور و نویسندگی سایمن فارنابی می‌باشد که بر اساس مجموعه کتاب‌های انید بلایتون به همین نام ساخته شده‌است.